# Conceição (Ourique)
 Conceição ist ein Ort und eine Gemeinde in Portugal im Landkreis von Ourique im Baixo Alentejo gelegen mit 33,0 km² Fläche und 86 Einwohnern (Stand 30. Juni 2011). Die Bevölkerungsdichte beträgt 2,6 Einw./km².